# Hiroshima, min elskede
Hiroshima, min elskade (originaltitel: Hiroshima mon amour) er en fransk-japansk dramafilm fra 1959 instrueret af Alain Resnais med manuskript af Marguerite Duras.  
Filmen anses som en af de første film, der definerede den Ny bølge og modtog kritikernes Fiprescipris.[kilde mangler]

## Handling
En fransk skuespillerinde er på filmoptagelse i Hiroshima og får affære med japansk mand. Konfronteret med Hiroshimas krigstraumer vender skuespillerens egne tilbage, og hendes fortid og nutid flyder sammen ...   